# Katey Sagal
Catherine Louise (Katey) Sagal (Hollywood (Californië), 19 januari 1954) is een Amerikaans actrice en singer-songwriter. Ze is voornamelijk bekend door haar rollen in de televisieseries Married... with Children (als Peggy Bundy), Sons of Anarchy (als Gemma Teller Morrow) en 8 Simple Rules (als Cate Hennessy).
Ook sprak ze de stem in van Turanga Leela in de animatieserie Futurama en heeft ze in een aantal Hollywoodfilms gespeeld, waaronder Mr. Headmistress, Trail of Tears, The good mother en A Chance of a lifetime. In Eli Stone was Sagal te zien in de rol van Marci Klein. Ook speelde ze een rolletje in de serie Lost. In 2008 speelde Sagal in CSI: Crime Scene Investigation als Annabelle Fundt. Van 2008 tot 2014 speelde ze een hoofdrol in de misdaadserie Sons of Anarchy (als Gemma), waarvoor ze in 2011 een Golden Globe ontving. In 2015 vertolkte ze de rol van Katherine in Pitch Perfect 2. In 2016 was ze te zien als de moeder van Penny in de sitcom The Big Bang Theory.
In 2014 kreeg Sagal een ster op de Hollywood Walk of Fame.

## Kinderwens
Sagal heeft altijd een sterke kinderwens gehad. Eind 1989 raakte ze op 35-jarige leeftijd voor het eerst in verwachting. Nog geen twee maanden later had ze een miskraam. In 1991 bleek ze weer zwanger te zijn en Ron Leavitt en Michael G. Moye, de producers van Married... with Children, besloten om de zwangerschap in de serie te schrijven. In zeven afleveringen was haar personage Peggy Bundy in verwachting.
Op 14 oktober 1991 echter kwam Sagals tweede kind dood ter wereld. Sagal zelf wilde ten bate van de serie doorgaan met Peggy's zwangerschap, maar de filmploeg vond dat ze haar dat niet konden aandoen. Ze kreeg verlof met de mededeling dat ze pas weer hoefde te werken wanneer zij vond dat het kon; binnen een maand stond ze weer voor de camera's. In de serie werd de zwangerschap afgedaan als een droom van Al, haar man in de serie.
Op 7 augustus 1994 beviel Sagal van een dochter en een zoon volgde in maart 1996. In januari 2007 werd ze, met behulp van een draagmoeder, op de leeftijd van 52 jaar voor de derde keer moeder.